# Édifice de l'Assemblée législative de la Saskatchewan
L'édifice de l'Assemblée législative de la Saskatchewan est situé à Regina, la capitale de la Saskatchewan au Canada. Il abrite l'assemblée législative de la province.

## Annexe